# Nico Sijmens
Nico Sijmens (Diest, 1 de abril de 1978) es un ciclista belga.
Pasó a profesional en 2001 en el equipo Vlaanderen - T Interim. Su victoria más destacada fue una victoria de etapa en la Vuelta a España 2010.

## Palmarés
2003
- 2 etapas de la Vuelta a Austria
- 1 etapa del Tour de China

2004
- Gran Premio Pino Cerami

2005
- Hel van het Mergelland
- Regio-Tour, más 1 etapa
- 3.º en el Campeonato de Bélgica en Ruta

2006
- 1 etapa del Tour de Valonia

2007
- Beverbeek Classic
- Hel van het Mergelland

2010
- 1 etapa de la Vuelta a España[1]

2012
- 1 etapa de los Boucles de la Mayenne

2013
- Rhône-Alpes Isère Tour, más 1 etapa

## Resultados en Grandes Vueltas y Campeonatos del Mundo
| Carrera         | Carrera         | 2001 | 2002 | 2003 | 2004 | 2005 | 2006 | 2007 | 2008 | 2009 | 2010  | 2011 | 2012 | 2013 | 2014 |
| --------------- | --------------- | ---- | ---- | ---- | ---- | ---- | ---- | ---- | ---- | ---- | ----- | ---- | ---- | ---- | ---- |
|                 | Giro de Italia  | —    | —    | —    | 67.º | —    | —    | —    | —    | —    | 104.º | —    | —    | —    | —    |
|                 | Tour de Francia | —    | —    | —    | —    | —    | —    | —    | —    | —    | —     | —    | —    | —    | —    |
|                 | Vuelta a España | —    | —    | —    | —    | —    | —    | —    | —    | —    | 96.º  | 73.º | 87.º | 78.º | —    |
| Mundial en Ruta | Mundial en Ruta | —    | —    | 61.º | 83.º | —    | —    | —    | —    | —    | —     | —    | —    | —    | —    |

—: no participa

Ab.: abandono